# Ruta Estatal de California 62
La Ruta Estatal de California 62, y abreviada SR 62 (en inglés: California State Route 62) es una carretera estatal estadounidense ubicada en el estado de California. La carretera inicia en el Oeste desde la I 10     cerca de White Water hacia el Este en la SR 95S  en Arizona. La carretera tiene una longitud de 243,7 km (151.438 mi). Esta ruta forma parte del Sistema Estatal de Carreteras Escénicas de California.

## Mantenimiento

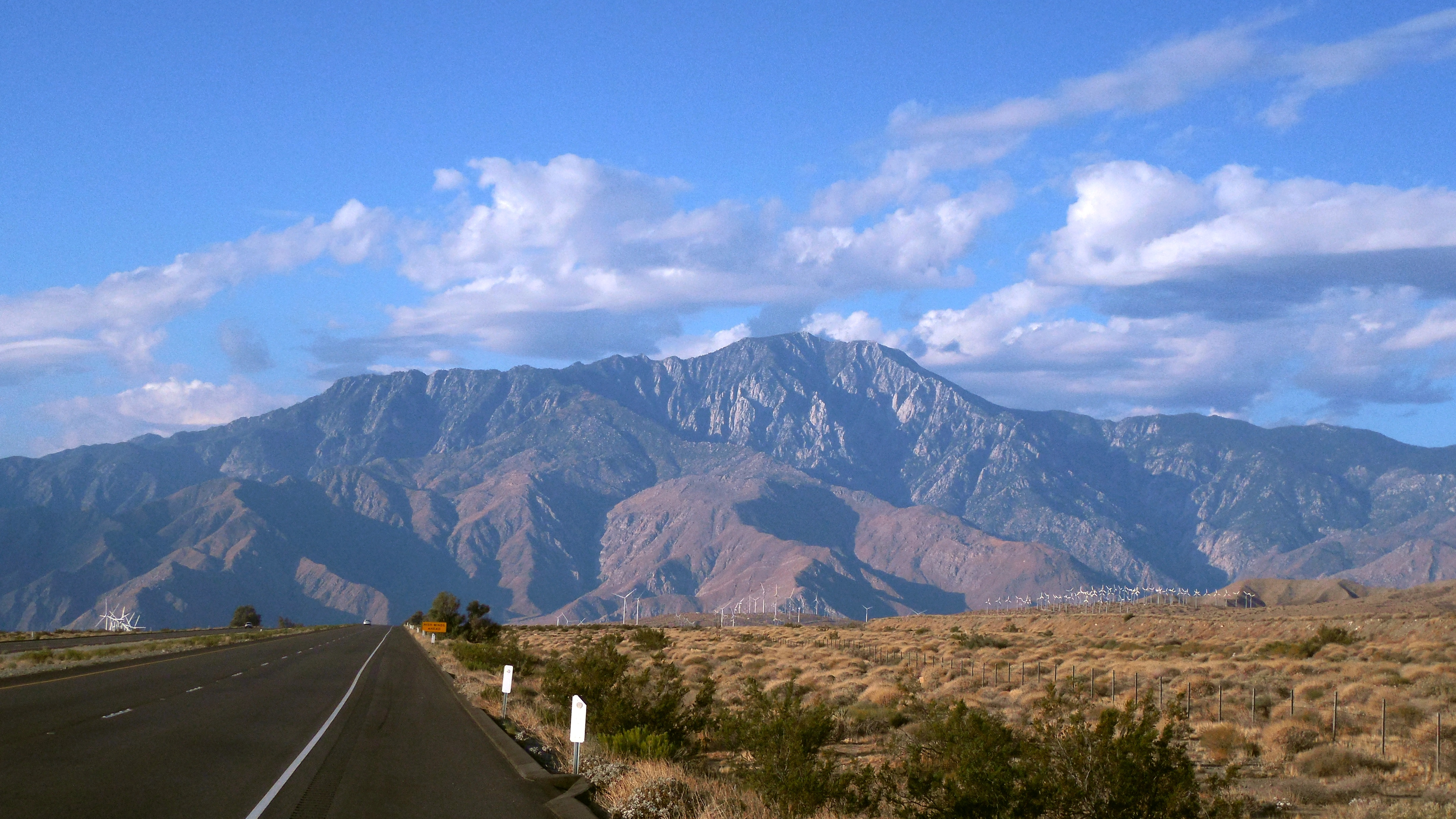
Vista de la Sierra de San Jacinto (desde el norte) en Ruta Estatal 62, cerca el enlace de I-10.

Al igual que las autopistas interestatales, y las rutas federales y el resto de carreteras estatales, la Ruta Estatal de California 62 es administrada y mantenida por el Departamento de Transporte de California por sus siglas en inglés Caltrans.

## Cruces
La Ruta Estatal de California 62 es atravesada principalmente por la  SR 247  US 95   en Yucca Valley y Vidal.